# Pico Borah
O Pico Borah (em inglês:  Borah Peak) é o ponto mais alto do estado do Idaho (Estados Unidos), com altitude de 3861 m. Está localizado na parte central da cordilheira Lost River, na Floresta Nacional de Salmon-Challis, na parte oriental do condado de Custer. Deve o seu nome a William Borah (1865–1940), proeminente senador pelo estado do Idaho (1907–40).